# 小澤翔
小澤 翔（おざわ しょう、1989年5月5日 - ）は、日本の元男子バレーボール選手。東海大学体育学部競技スポーツ学科講師、東海大学男子バレーボール部監督。

## 来歴
静岡県賀茂郡南伊豆町出身。弓ヶ浜で水泳に興じ、小学高学年次には駅伝選手に選出されるなど闊達な幼少期を過ごした。母親がママさんバレーの選手で、兄もバレーの選手だった。この環境の中、幼い頃から遊びでバレーをやっていたところへ、南伊豆町立南伊豆東中学校入学当時部活はバレーとテニスしかなかったことから、兄も所属していたバレー部へ入部する。部活初日から驚異のジャンプ力を見せ、当時からアタッカー。田舎の学校だったこともありチーム成績は振るわなかったが、自身は静岡県選抜に選出、JOCジュニアオリンピックカップにも出場し、全国中学選抜メンバーに選出された。
東亜学園高等学校コーチのオファーを受けて、2005年に同校へ越境入学する。1年先輩が高橋賢、1年後輩に星野秀知。高校2年から試合出場を重ねるも、途中怪我により離脱、復帰以降はミドルブロッカーとしてプレーする。2007年高校3年時は「ミラクル東亜」のキャプテンを務め、同年の春高バレーで24年ぶりの優勝、インターハイでも優勝する。
2008年、東海大学へ進学、強豪・東海大学バレー部に所属する。これはアウトサイドヒッターとしてスカウトされたものだった。2年先輩が深津旭弘、1年先輩が八子大輔、同期が安永拓弥になるが、大学卒業後も同じチームでプレーすることになる。2009年大学2年時から試合出場を重ね同年の5冠達成に貢献、2011年大学4年時はキャプテンを務め全日本インカレ優勝に貢献する。2011年夏季ユニバーシアード代表。大学在学中の2011年にJTサンダーズ内定選手となった。
2012年、大学卒業後正式にJTサンダーズへ入部。同期は安永、ベゼラ・ジュニオル。2年目、ヴェセリン・ヴコヴィッチ監督に重用され、特に2014/15シーズンのレギュラーラウンドでアタック決定率3位に入り、同年度のリーグ初優勝に貢献した。ただ、2014/15シーズン中に指導者に転身する意思を固めており、シーズン終了後に引退する。なお引退の決意を固めた後に東亜学園の恩師である小磯靖紀が2014年12月に急死している。
2015年、東海大学大学院に入学、同大学バレー部コーチに就任した。
2024年現在は東海大学体育学部競技スポーツ学科講師、東海大学男子バレーボール部監督を務める。

## 個人成績
Vプレミアリーグレギュラーラウンドにおける個人成績は下記の通り。
| シーズン | 所属 | 出場 | 出場   | アタック | アタック | アタック | アタック | ブロック | ブロック | サーブ | サーブ | サーブ | サーブ | レセプション | レセプション | 総得点 | 備考 |
| -------- | ---- | ---- | ------ | -------- | -------- | -------- | -------- | -------- | -------- | ------ | ------ | ------ | ------ | ------------ | ------------ | ------ | ---- |
| シーズン | 所属 | 試合 | セット | 打数     | 得点     | 決定率   | 効果率   | 決定     | /set     | 打数   | エース | 得点率 | 効果率 | 受数         | 成功率       | 総得点 | 備考 |
| 2011/12  | JT   | 0    | 0      | 0        | 0        | 0.0%     | %        | 0        | 0.00     | 0      | 0      | 0.00%  | 0.0%   | 0            | 0.0%         | 0      |      |
| 2012/13  | JT   | 27   | 36     | 158      | 64       | 40.5%    | %        | 2        | 0.06     | 90     | 7      | 7.78%  | 12.9%  | 198          | 56.6%        | 73     |      |
| 2013/14  | JT   | 24   | 61     | 226      | 106      | 46.9%    | %        | 14       | 0.23     | 181    | 4      | 2.21%  | 9.3%   | 307          | 55.0%        | 124    |      |
| 2014/15  | JT   | 20   | 54     | 244      | 123      | 50.4%    | %        | 20       | 0.37     | 144    | 6      | 4.17%  | 10.8%  | 318          | 57.2%        | 149    |      |
| 通算     | 通算 | 71   | 151    | 628      | 293      | 46.7%    | %        | 36       | 0.24     | 415    | 17     | 4.10%  | 10.6%  | 823          | 56.3%        | 346    |      |

## 参考資料
- Vリーグ 公式プロフィール - ウェイバックマシン（2014年8月8日アーカイブ分）
- JTサンダーズ 選手プロフィール - ウェイバックマシン（2014年11月8日アーカイブ分）